# 打上川治水緑地
打上川治水緑地（うちあげがわちすいりょくち）は、大阪府寝屋川市太秦桜が丘に所在する、洪水のときに寝屋川と打上川の両河川の流量を調整するために大阪府がつくった施設。

## 概要
緑地の北側は寝屋川、南側は打上川に接する。平常時は、憩いの場として都市公園として利用され、大雨の時には増水した河川の水を一時貯留することによって、洪水による被害を防止する遊水地の役目を担う。 洪水時緑地内に約27万m3の水を貯めることができる。
洪水時以外の水がない時には、憩いとやすらぎを与える空間として利用されるだけでなく、災害時の避難地としての役割も持っている。

## 行事
- 桜のライトアップ[3]（3月-4月）
- 寝屋川まつり（8月）
- 元気いきいきスポーツまつり（10月）
- エコフェスタ（11月）

## 交通アクセス
- 京阪電車 寝屋川市駅下車 東へ徒歩約20分
- 京阪バス  寝屋川団地行き 観音橋下車すぐ
- 国道170号大阪外環状線 （豊野交差点を東進）

駐車場あり（有料）